# Roger Fletcher (Mathematiker)
Roger Fletcher (* 29. Januar 1939; † vor dem 15. Juli 2016) war ein britischer Mathematiker, der sich mit Optimierung befasste.
Fletcher erwarb 1960 seinen Bachelor-Abschluss in theoretischer Physik an der Universität Cambridge und wurde 1963 bei Colin Reeves an der University of Leeds promoviert. Die Dissertation behandelt numerische Probleme bei der Berechnung von Molekülorbitalen (Leeds war damals eines der wenigen Computerzentren in Großbritannien). 
Fletcher  entwickelte von 1969 bis 1973 Software am britischen Kernforschungszentrum Atomic Energy Research Establishment (AERE) in Harwell, als Kollege von Michael J. D. Powell. Danach wurde er Professor an der University of Dundee. 2005 wurde er emeritiert. 
Er war an der Entwicklung der BFGS-Methode, eines Quasi-Newton-Verfahrens, beteiligt (der Name steht für Charles George Broyden (1933–2011), Fletcher, Donald Goldfarb, David F. Shanno), an der Davidon-Fletcher-Powell-Algorithmus (DFP, mit William Davidon (1927–2013) und Michael Powell), ebenfalls ein Quasi-Newton-Verfahren, an der Entwicklung von CG-Verfahren (mit Reeves 1964) und Filtermethoden für nichtlineare Optimierung mit Sven Leyffer 2002.
1974 führte er das BiCG-Verfahren ein.
1997 erhielt er den George-B.-Dantzig-Preis und 2006 den Lagrange-Preis des SIAM. Er war Fellow des SIAM, der Royal Society (2003) und der Royal Society of Edinburgh.
Seine Hobbys waren Bergwandern (in Nordengland und Schottland), Schach und Bridge.
Roger Fletcher wurde seit dem 5. Juni 2016 bei einem Urlaub in den schottischen Highlands vermisst, und am 15. Juli 2016 in der Nähe von Camasluinie bei Dornie tot aufgefunden.

## Schriften
- Practical methods of optimization, 2. Auflage, Wiley 1987
- mit Michael J. D. Powell: A rapidly convergent descent method for minimalization, Computer J., Band 6, 1963, 163–168
- mit C. M. Reeves: Function minimization by conjugate gradients, Computer J., Band 7, 1964, 149–154
- A new approach to variable metric algorithms, Computer J., Band 13, 1970, 317–322